# Chlidonias albostriatus
El charrán fumarel (Chlidonias albostriatus) o fumarel neozelandés, es una especie de aves marinas Charadriiformes, de la familia de los estérnidos, perteneciente al género de las Chlidonias. Esta pequeña golondrina de mar que mide 29 centímetros de largo se encuentran en el sur de Nueva Zelanda. Generalmente se la encuentra en los cursos de agua dulce, se alimenta de gusanos y de artrópodos. También se denomina Sterna albostriata.